# Günther Huber
Günther Huber (Bruneck, 28 oktober 1965) is een Italiaans voormalig bobsleepiloot. Huber won tweemaal de Wereldbeker bobsleeën in de tweemansbob. Huber zijn grootste succes was de gedeelde olympische gouden medaille in 1998 in de tweemansbob. Een jaar later won Huber de wereldtitel wederom in de tweemansbob. Drie van Huber zijn broers hebben deelgenomen aan de Olympische Winterspelen bij het rodelen, zijn broer Wilfried won in 1994 olympisch goud.

## Resultaten
- Olympische Winterspelen 1992 in Albertville 5e in de tweemansbob
- Olympische Winterspelen 1992 in Albertville 15e in de viermansbob
- Olympische Winterspelen 1994 in Lillehammer  in de tweemansbob
- Olympische Winterspelen 1994 in Lillehammer 9e in de viermansbob
- Wereldkampioenschappen bobsleeën 1997 in Igls  in de tweemansbob
- Olympische Winterspelen 1998 in Nagano  in de tweemansbob
- Olympische Winterspelen 1998 in Nagano 14e in de viermansbob
- Wereldkampioenschappen bobsleeën 1999 in Cortina d'Ampezzo  in de tweemansbob
- Olympische Winterspelen 2002 in Salt Lake City 8e in de tweemansbob

1932: Hubert Stevens / Curtis Stevens ·
1936: Ivan Brown / Alan Washbond ·
1948: Felix Endrich / Friedrich Waller ·
1952: Andreas Ostler / Lorenz Nieberl ·
1956: Lamberto Dalla Costa / Giacomo Conti ·
1964: Anthony Nash / Robin Dixon ·
1968: Eugenio Monti / Luciano De Paolis ·
1972: Wolfgang Zimmerer / Peter Utzschneider ·
1976: Meinhard Nehmer / Bernhard Germeshausen ·
1980: Erich Schärer / Josef Benz ·
1984: Wolfgang Hoppe / Dietmar Schauerhammer ·
1988: Jānis Ķipurs / Vladimir Kozlov ·
1992: Gustav Weder / Donat Acklin ·
1994: Gustav Weder / Donat Acklin ·
1998: Günther Huber / Antonio Tartaglia en Pierre Lueders / David MacEachern ·
2002: Christoph Langen / Markus Zimmermann ·
2006: André Lange / Kevin Kuske ·
2010: André Lange / Kevin Kuske ·
2014: Beat Hefti / Alex Baumann ·
2018: Francesco Friedrich / Thorsten Margis en Justin Kripps / Alexander Kopacz ·
2022: Francesco Friedrich / Thorsten Margis